# Stary cmentarz żydowski w Sanoku
Stary cmentarz żydowski w Sanoku, zwany też Okopisko – nieistniejący kirkut społeczności żydowskiej niegdyś zamieszkującej Sanok.

## Historia
Tradycja mówi, iż najstarsze pochówki w tym miejscu pochodziły z XIV wieku. Pierwotnie był położony poza granicami miasta (zgodnie z tradycją żydowską). Wzmianki o cmentarzu pochodzą z 1720 (możliwe że stanowiło to powiększenie istniejącego wcześniej cmentarza ze średniowiecza). Użytkowania zaprzestano jeszcze przed II wojną światową.
W tradycji Sanoka i piśmiennictwie teren cmentarza jest do czasów dzisiejszych określany jako Okopisko. Według relacji z początku XX wieku obszar okopiska sięgał poza sam teren cmentarza. Wówczas cmentarz był otoczony murem, posiadał bramę wejściową, a na miejscu znajdował się budynek stróża.
Obiekt posiadał wiele zabytkowych macew i steli nagrobnych, stanowiących nagrobne płyty pionowe z płaskorzeźbami i inskrypcjami. Na początku XX wieku cmentarz nie był już czynny do celów grzebalnych (dowodzi tego wniosek z 1905 roku o budowę domu przedpogrzebowego na nowym cmentarzu).
Od 1867 teren cmentarza mieścił się przy ulicy Lwowskiej, przy stromym podjeździe drogi. Później arterii została przemianowana na ulicę Jagiellońską. Na cmentarzu nie dokonywano już pochówku w okresie II Rzeczypospolitej.
Podczas II wojny światowej na terenie Okopiska odbywały się egzekucje dokonywane przez Niemców. Opis wydarzeń prowadzenia Żydów przez ukraińskich żołnierzy z dywizji SS Galizien na egzekucje odbywające się w tym miejscu zamieścił Kalman Segal w opowiadaniu historycznym Śmierć archiwariusza.
W tym czasie cmentarz według niektórych relacji miał zostać zniszczony. Według relacji ocalonego z Holokaustu Jakuba Gurfeina (2006), Niemcy nie zniszczyli płyt nagrobnych na starym kirkucie w czasie okupacji Sanoka i miały one przetrwać wojnę. Po wojnie teren ten został ogrodzony parkanem z desek. Zajmujący się historią Sanoka Stefan Stefański i Edward Zając wskazali, że pewna część macew została wykorzystana w przebudowie ulic Jagiellońskiej i Tadeusza Kościuszki (miały być wówczas pokruszone i wykorzystane przy pracach utwardzających ich nawierzchnie). Pod koniec lat 40. następowała przebudowana terenu w ramach czynu społecznego.

## Współczesność
W latach 1957 i 1967 na obszarze kirkutu prowadzone były zaawansowane prace ziemne przy udziale robotników i koparki.
Notatkę z tego zdarzenia miał sporządzić Stefan Stefański. Układ większości grobów uznano wówczas za nieczytelny z uwagi na ich zniszczenie w czasie prac ziemnych. Zachowała się tylko niewielka ilość grobów na obrzeżach w północno-zachodnim narożniku nekropoli. Mogiły położone były na osi północny zachód NNW – SSE południowo-południowy wschód.
Podczas plantowania terenu w 1950 w ziemi odnaleziono kilkadziesiąt kłódek (wedle ustaleń pozostawiano je osobom zmarłym na ustach w przekonaniu, aby nie opowiadali na tamtym świecie, co dzieje się na Ziemi). Odnaleziono także dwie zachowane macewy, które przekazano do Muzeum w Sanoku. W 1951, za zgodą ludności żydowskiej, Prezydium Miejskiej Rady Narodowej ustanowiło na miejscu dawnego cmentarza skwer.
W latach 60. XX wieku na górnej części byłego cmentarza wzniesiono budynek, w którym działała restauracja WSS „Karpacka”, a na pozostałym obszarze powstał skwer w postaci zieleńca przy ulicy Jagiellońskiej, na terenie którego pielęgnowana jest roślinność. Cmentarz zlikwidowano ostatecznie w 1967 roku.
Na obszarze zieleńca powstały rzeźby wykonane jako prace dyplomowe studentów Akademii Sztuk Pięknych w Krakowie: w 1975 oraz na początku lat 80. XX sześć obiektów.

## Odniesienie
Sanocki poeta Roman Bańkowski napisał wiersz pt. „Nad okopiskiem”, odnoszący się do holocaustu, opublikowany w tomiku poezji pt. Byli wśród nas – inni z 2000.